# D903 (Meuse)
De D903 is een departementale weg in het Noordoost-Franse departement Meuse. De weg loopt van Verdun naar de grens met Meurthe-et-Moselle. In Meurthe-et-Moselle loopt de weg als D903 verder richting Metz.

## Geschiedenis
Oorspronkelijk was de D903 onderdeel van de N3. In 1973 werd de N3 verlegd over een noordelijker tracé (de huidige D603) en de zuidelijke route overgedragen aan het departement Meuse. De weg kreeg toen het nieuwe nummer D903.